# Schülerforschungszentrum
Ein Schülerforschungszentrum ist eine Institution, die zur Verbesserung der Ausbildung und zur Förderung von Schülern vor allem in den MINT-Fächern (Mathematik, Informatik, Naturwissenschaft und Technik) gebildet wird. Dort können Schüler eigene Projekte durchführen und selbst forschen, erfinden und experimentieren.
Ein Schülerforschungszentrum unterhält Unterrichtsräume, Labore oder Werkstätten. Manche Schülerforschungszentren arbeiten eng mit der Initiative Jugend forscht zusammen. Die meisten Schülerforschungszentren haben enge Beziehungen zu Universitäten, zur Industrie und zur Deutschen Forschungsgemeinschaft. Der Betrieb der Schülerforschungszentren wird zum Teil von deutschen Ministerien und von der Europäischen Union gefördert.

## Schülerforschungszentren in Deutschland
Das erste Schülerforschungszentrum in Deutschland war das Schülerforschungszentrum Oberschwaben in Bad Saulgau, das im Januar 2000 eröffnet wurde und heute Schülerforschungszentrum Südwürttemberg heißt.
Weitere Schülerforschungszentren in Deutschland sind unter anderem:
- Schülerforschungszentrum Berchtesgadener Land
- Schülerforschungszentrum Berlin
- Erlanger Schülerforschungszentrum für Bayern (ESFZ) an der Friedrich-Alexander-Universität Erlangen-Nürnberg
- Schülerforschungszentrum Region Freiburg
- Schülerforschungszentrum Hamburg
- Schülerforschungszentren Ilmenau
- Schülerforschungszentrum Jena
- Schülerforschungszentrum coolMINT.forscht in Paderborn, siehe Heinz Nixdorf MuseumsForum #Drittes Obergeschoss
- Phaenovum Schülerforschungszentrum Lörrach-Dreiländereck (Deutschland, Frankreich, Schweiz)
- Schülerforschungszentrum am Johanna-Geissmar-Gymnasium in Mannheim
- Schülerforschungszentrum Nordhausen
- Schülerforschungszentrum Nordhessen (SFN)
- Jugendforschungszentrum Nordwürttemberg in der Experimenta Heilbronn
- Schülerforschungszentrum Oberfranken
- Schülerforschungszentrum Osnabrück
- Schülerforschungszentrum Rostock
- Schülerforschungszentrum NanoBioLab an der Universität des Saarlandes
- Science College Overbach in Jülich-Barmen
- Schülerforschungszentrum am Landesgymnasium für Hochbegabte Schwäbisch Gmünd
- Schülerforschungszentrum Wesseling

## Konzeptwettbewerb Schülerforschungszentren
2014 schrieb die Stiftung Jugend forscht erstmals einen Ideenwettbewerb zur Gründung neuer Schülerforschungszentren aus. Ab 2015 ging dieser in den gemeinsam mit der Joachim Herz Stiftung ausgeschriebenen bundesweiten „Konzeptwettbewerb Schülerforschungszentren“ über. Alle zwei Jahre werden die fünf besten Konzepte mit einer Anschubfinanzierung in Höhe von bis zu 15.000 Euro ausgezeichnet.